# Rochedo Lumus
O Rochedo Lumus (65° 13′ S, 65° 18′ O) é um rochedo localizado a 4 milhas náuticas (7 km) oeste-noroeste do Rochedo Sooty, marcando a extremidade sudoeste do Arquipélago Wilhelm. Descoberto pela Expedição Britânica da Terra de Graham (BGLE), 1934–37, e batizado como "Recife Lumus" recebeu o nome de um dos gatos da BGLE, o único a sobreviver ao inverno antártico. A nomeação da BGLE foi aceita devido a seu longo uso. Uma mudança no termo genérico, do recife ao rochedo, foi feita sobre a recomendação do Comitê de Nomes de Lugar Antárticos do Reino Unido (UK-APC) em 1971.
 Este artigo incorpora material em domínio público  de United States Geological Survey  , documento "Rochedo Lumus" (conteúdo do Geographic Names Information System).